# Senseo

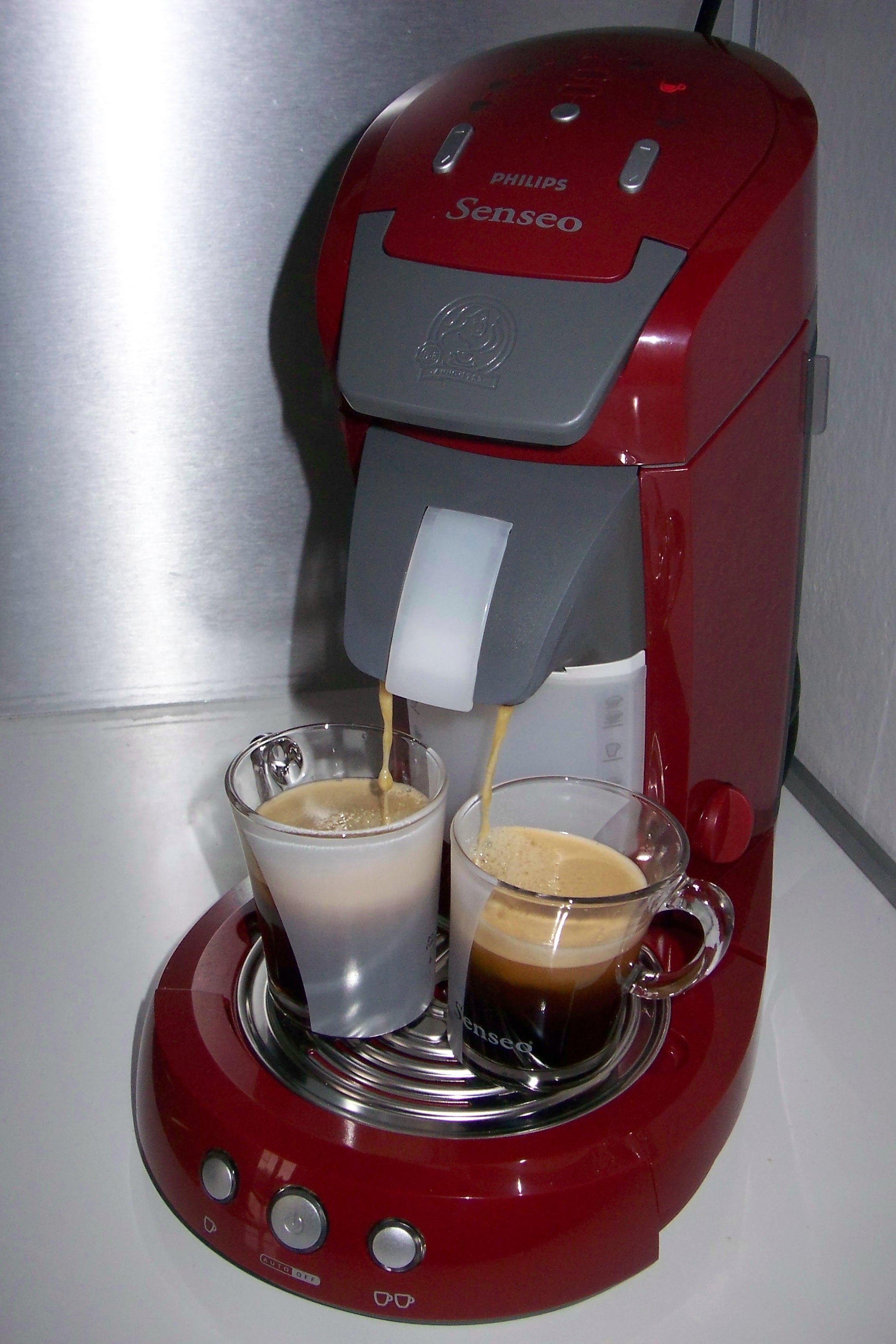
Màquina de cafè Senseo.

Senseo és el nom comercial d'un sistema particular per a la preparació de cafè produït per l'empresa holandesa Philips i per Douwe Egberts (una societat del grup nord-americà Sara Lee). La característica principal que ha contribuït al seu èxit és la facilitat del seu ús (n'hi ha prou amb pressionar un botó per obtenir al cap de 30 segons una tassa de cafè), el seu reduït cost (tant de la màquina com de les càpsules) i el sistema patentat de producció d'escuma.

## Història
El sistema es va introduir inicialment a Holanda el 2001 i posteriorment en la major part d'Europa així com als Estats Units i Austràlia.
El 2007 es va introduir un model denominat Senseo New Generation. Aquesta versió permet ajustar l'altura del suport de got per permetre l'ús de tasses de diferents grandàries, té un indicador lluminós que mostra quan l'aigua no és suficient per a la preparació de dues tasses de cafè (en comparació del model anterior, que indica solament si l'aigua era suficient per a un cafè), té un dipòsit d'aigua part gran i té una opció que permet a l'usuari ajustar la quantitat d'aigua.
El 2008 es va introduir un altre model, Senseo Latte Select que afegeix al model precedent un contenidor per a la llet i permet la preparació d'altres cafès a part del normal, a saber, capuchino, latte macchiato i cafè amb llet.

## Èxit
Als set anys del llançament del producte Philips i Douwe Egberts van declarar haver venut més de 20 milions de màquines de cafè Senseo al món.
L'èxit d'aquest sistema ha motivat a altres productors de cafè a introduir en el comprat càpsules compatibles amb Senseo (per exemple Nestlé, productor del sistema competidor Nespresso, així com la cadena d'hipermercats Carrefour). Philips i Douwe Egberts han presentat recurs contra aquests productors, però l'Oficina Europea de Patents ha dictaminat que només la màquina per a la producció del cafè està coberta per la patent.

## Funcionament
La principal peculiaritat del sistema Senseo és la característica capa d'escuma que recobreix el cafè. Això és possible gràcies a un petit filtre sota el porta càpsules anomenat "cambra d'escuma" que produeix l'escuma a partir d'una mescla d'aire, vapor i cafè.
El porta-gofres desmuntable també ha ajudat a la producció d'altrs porta-gofres específics que permeten utilitzar el mateix equip per elaborar cafè exprés xocolata calenta o te. El model introduït el 2008 permet també, gràcies a un contenidor especial per a la llet, l'elaboració de capuccino, latte macchiato i cafè amb llet.

## Mescles
Al mercat existeix una gran quantitat de càpsules que van des de les mescles tradicionals disponibles en diferents intensitats, dels més lleugers als més forts. a part, al llarg dels anys, a aquests s'han afegit altres variants incloent descafeïnat, aromatizados i de cultius en països específics, tals com Brasil, Colòmbia o Kenya.
Com esmentat anteriorment, a part de les càpsules de cafè, també ln'hi ha per preparar xocolata calenta i te.